# Кшивисток-Кольонія
Кшивисток-Кольонія (пол. Krzywystok-Kolonia) — село в Польщі, у гміні Комарув-Осада Замойського повіту Люблінського воєводства.
Населення — 44 особи (2011).
У 1975-1998 роках село належало до Замойського воєводства.

## Демографія
Демографічна структура станом на 31 березня 2011 року:
|          | Загалом | Допрацездатний вік | Працездатний вік | Постпрацездатний вік |
| -------- | ------- | ------------------ | ---------------- | -------------------- |
| Чоловіки | 19      | 0                  | 15               | 4                    |
| Жінки    | 25      | 3                  | 12               | 10                   |
| Разом    | 44      | 3                  | 27               | 14                   |